# Baal (Hückelhoven)
Das Dorf Baal (von lt. Palus; Sumpf) gehört zur Stadt Hückelhoven im Kreis Heinsberg. Als wichtigste Verkehrsadern führen die Bundesstraße 57, die Landesstraße 117 und die Bahnstrecke Mönchengladbach-Aachen durch Baal.

## Geographie

### Landschaft
Das Dorf gab dem Baaler Riedelland seinen Namen.

### Nachbarorte
Benachbarte Orte sind Doveren, Hetzerath, Granterath, Tenholt, Hilfarth, Lövenich, Brachelen und Rurich.

### Gewässer
Vom Lövenicher Bruch kommend, wo das Gewässer noch Nysterbach genannt wird, fließt der Mühlenbach durch den Ort und mündet dann in die Rur. Der Bach bildete jahrhundertelang eine Grenze zwischen verschiedenen politischen und religiösen Verwaltungseinheiten.
Wie in der ganzen Umgebung von Hückelhoven entstanden die Baggerseen auch bei Baal durch Ausbaggern von Massenrohstoffen (Sand- und Schottergruben) im Grundwasserbereich der Rur.

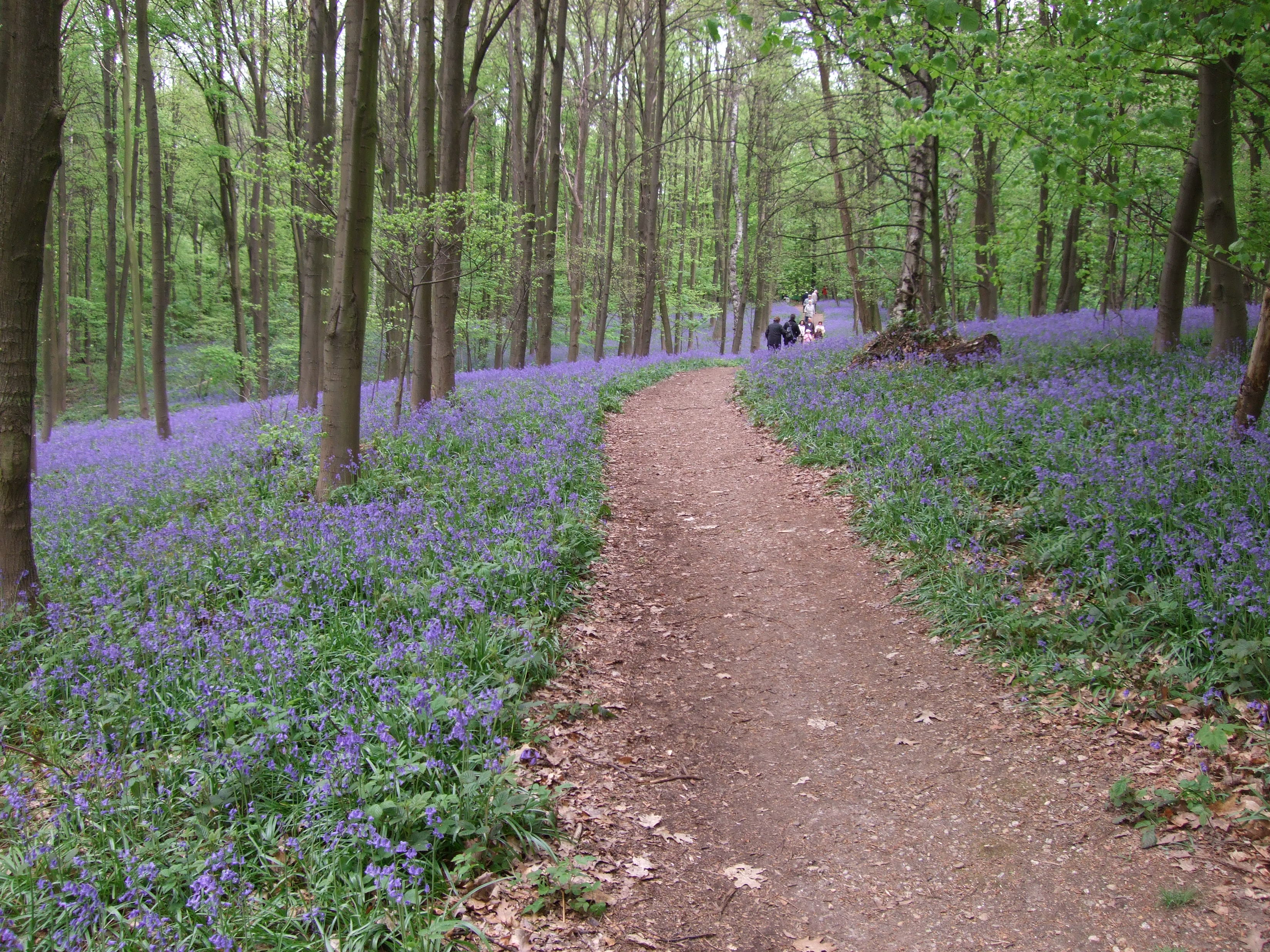
Der „Wald der blauen Blumen“ zwischen Doveren und Baal (2008)

### Flora
In einem kleinen Waldgebiet oberhalb der Straße zwischen Doveren und Baal (Bereich „Hinter dem Berg“) blühen alljährlich von etwa Mitte April bis Mitte Mai (je nach Witterung) unzählige Hasenglöckchen (Hyacinthoides non-scripta), ein in Deutschland in dieser Üppigkeit überaus seltenes Hyazinthengewächs, das laut Bundesartenschutzverordnung zu den geschützten Pflanzen zählt. Im Volksmund wird das Areal auch als der „Wald der blauen Blumen“ bezeichnet.

## Geschichte

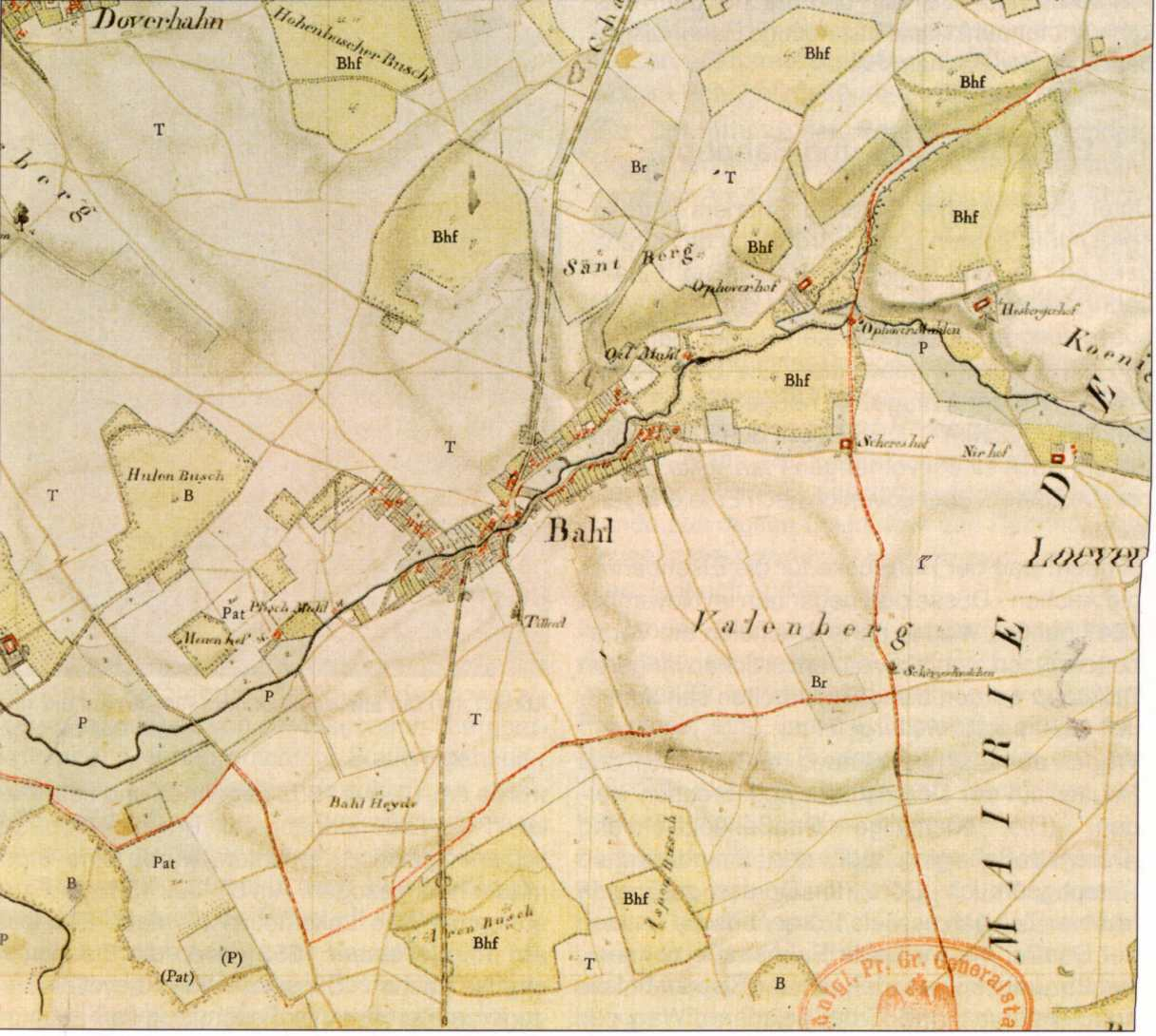
Lage Baals, Tranchotkarte um 1807

Bereits 893 wurde der Ort Baal im Prümer Urbar, einem Güterverzeichnis der Eifeler Abtei Prüm, erwähnt.
Der Baaler Bach trennt den alten Ortskern in einen oberen und einen unteren Ortsteil, welche in der Frühen Neuzeit zu zwei verschiedenen Ämtern, Kirchengemeinden und Gerichtsorten des Herzogtums Jülich gehörten. Der Baaler Bach bildete die Grenzlinie zwischen dem Gericht Körrenzig im Amt Boslar und dem Gericht Doveren im Amt Wassenberg.
Unter französischer Herrschaft wurden nach 1798 Ober- und Unterbaal zusammen als eine Gemeinde der „Mairie de Doveren“ angeschlossen.
1852 wurde die Bahnstrecke Mönchengladbach–Aachen durch die damalige Aachen-Neuß-Düsseldorfer Eisenbahn-Gesellschaft eröffnet und Baal erhielt einen Personen- und Güterbahnhof. An den ursprünglichen Ort erinnert heute noch der Straßenname „Am alten Bahnhof“. 1911 wurde der Personenbahnhof nach Westen verlegt. Anlass war die neu eröffnete und bis 1980 in Betrieb befindliche Bahnstrecke Jülich–Dalheim. Um die zwei Eisenbahnstrecken bedienen zu können, wurde der Turmbahnhof Baal erbaut.
Seit 1887 begann der Bergwerksgründer Friedrich Honigmann im Baaler und Doverener Feld mit Probebohrungen auf der Suche nach Steinkohle. 1908 wurde schließlich in Nähe der Eisenbahnlinie der Schacht der „Grube Helene“ abgeteuft. Allerdings lagen die eigentlichen Steinkohlevorkommen mit 450 m Tiefe zu tief für einen rentablen Abbau. Schon nach einigen Wochen wurden die Arbeiten eingestellt und ein errichteter Förderturm im Folgejahr wieder niedergelegt. Honigmanns Bohrungen führten schließlich in Hückelhoven zum Erfolg, wo alsbald die spätere Zeche Sophia-Jacoba entstand.
In Baal lebten seit dem 19. Jahrhundert zwei jüdische Familien; die Familie Harff (Harf) und die Familie Salomon, erstere verzog, letztere wohnte in der heutigen Friedhofstraße als Viehhändler und Schlachter. Friederich Salomon fiel als Soldat 1916 in Frankreich an der Westfront. 1941 wurden sein Vater Josef Salomon, seine Schwester Sibilla Ehlen und die vier-köpfige Familie seiner Schwester Paula Kahn, sowie Cilly Lorig aus Butzweiler – eine Verwandte der Familie Kahn – mit den übrigen Juden des Kreises Erkelenz im Spiesshof in Hetzerath interniert. 1942 wurden sie deportiert. Josef Salomon starb im KZ Theresienstadt, seine Angehörigen wurden in das Ghetto Izbica bei Lublin verschleppt und vermutlich in den nahen Vernichtungslagern Belzec oder Sobibor ermordet.
Im Zweiten Weltkrieg war der Bahnhof des Ortes Ziel von alliierten Fliegerangriffen. Amerikanische Soldaten des 334. Regiments der 84. Infanterie-Division, 9. US-Armee nahmen am 24. Februar 1945 das Dorf im Zuge der Operation Grenade nach der Überquerung der Rur ein.
Am 1. Januar 1972 wurde Baal in die neue Stadt Hückelhoven eingegliedert.
Am 30. Juni 2014 hatte der Ort 3757 Einwohner.
Seit Schließung der Hückelhovener Zeche Sophia-Jacoba 1997 hat das im Westen des Ortes gelegene Gewerbegebiet eine besondere wirtschaftliche Bedeutung für Baal erlangt.

### Bevölkerungsentwicklung
Mit dem Bergbau verband sich nach der Jahrhundertwende ein Bevölkerungswachstum. Die Zahlen von 1961 und 1970 sind Volkszählungsergebnisse.
| Jahr | 1885 | 1925 | 1933 | 1939 | 1961 | 1970 | 2014 | 2020 |
| Ew.  | 0793 | 1089 | 1156 | 1243 | 1828 | 2514 | 3757 | 3900 |

### Wassermühlen und Feldhöfe

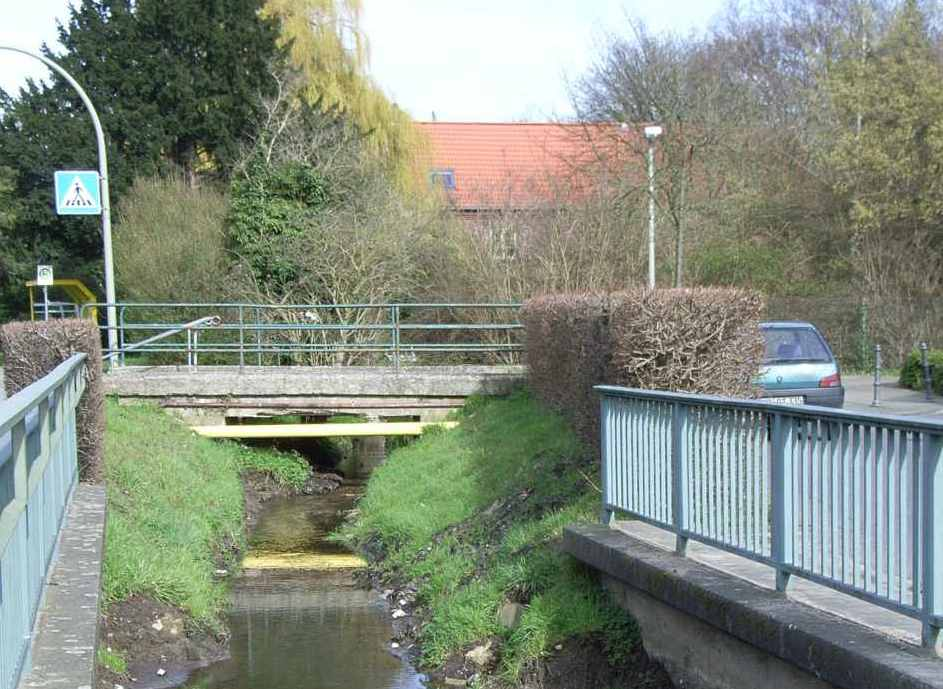
Baaler Bach und Mittelmühle im Hintergrund

- Der Scherreshof liegt an der Landstraße nach Lövenich. Er war als Fronhof seit 1456 ein bedeutender Besitz des Kreuzherrenkloster Hohenbusch.

- Die Ophover Mühle hatte ihren Standort im Bruchgebiet zwischen Baal und Lövenich. Sie gehörte zum nahegelegenen Ophover Hof, dessen Aufzeichnungen in das 16. Jahrhundert zurückreichen. Die Mühle war noch bis 1951 in Betrieb. Die Überreste der Mühle wurden Ende der 1990er Jahre abgerissen.

Im Dorf lagen drei weitere Wassermühlen am Baaler Bach:
- Die Ölmühle (auch Kratzen- oder Mertensmühle), sie lag beim Alten Bahnhof und wurde 1950 abgerissen.
- Die Mittel- oder Wackersmühle liegt im Ortszentrum. Sie wird bereits 1416 als Besitz der Zisterzienserinnen der Abtei Dalheim erwähnt und gehörte ursprünglich zum Scherreshof.
- Die Pletschmühle arbeitete noch bis 1943 mit Wasserkraft und stellte 1957 den elektrischen Betrieb ein.
- Am Rande des Gewerbegebiets befindet sich das sanierte Gut Gansbroich.

### Religion
Im Ort bestehen eine römisch-katholische, eine evangelische sowie eine Baptistengemeinde. Durch den Ort verlief längs des Baaler Baches die Grenze zwischen der Pfarre Körrenzig, die im Bistum Lüttich (südlicher Ortsteil) lag und der Pfarre Doveren im Erzbistum Köln (nördlicher Ortsteil). 1801 wurden beide Ortsteile in das neu gegründete Bistum Aachen eingegliedert. 1778 wurde im Ort eine Ursula-Kapelle erbaut, zugleich erteilte der Bischof von Lüttich die Genehmigung die Messfeier abzuhalten. 1780 erhielt die Kapelle eine Reliquie der heiligen Sankt Brigida, die Kapelle wurde nun dieser Heiligen geweiht. 1835 wurde die Kapelle erweitert. 1849 wurde Baal eigenständige Pfarrei. 1889/90 wurde die Kapelle abgerissen und eine Kirche im neugotischen Stil erbaut. Am 17. Juli 1905 wurde die Kirche St. Brigida eingeweiht. Im Zweiten Weltkrieg wurde sie in den letzten Kriegsmonaten schwer beschädigt.
```
Baal gehört zur evangelischen Kirchengemeinde Lövenich. Nach dem Zweiten Weltkrieg erfolgte verstärkt ein Zuzug evangelischer Bürger, so dass eine Kirche gebaut wurde. Die Baptistengemeinde gehört zum 
Bund Evangelisch-Freikirchlicher Gemeinden
.
```

## Infrastruktur und Wirtschaft

### Soziale Einrichtungen
- Mühlenbachschule, Grundschule
- Katholischer Kindergarten St. Brigida
- Bürgerhaus
- Diverse Arztpraxen

### Öffentlicher Nahverkehr

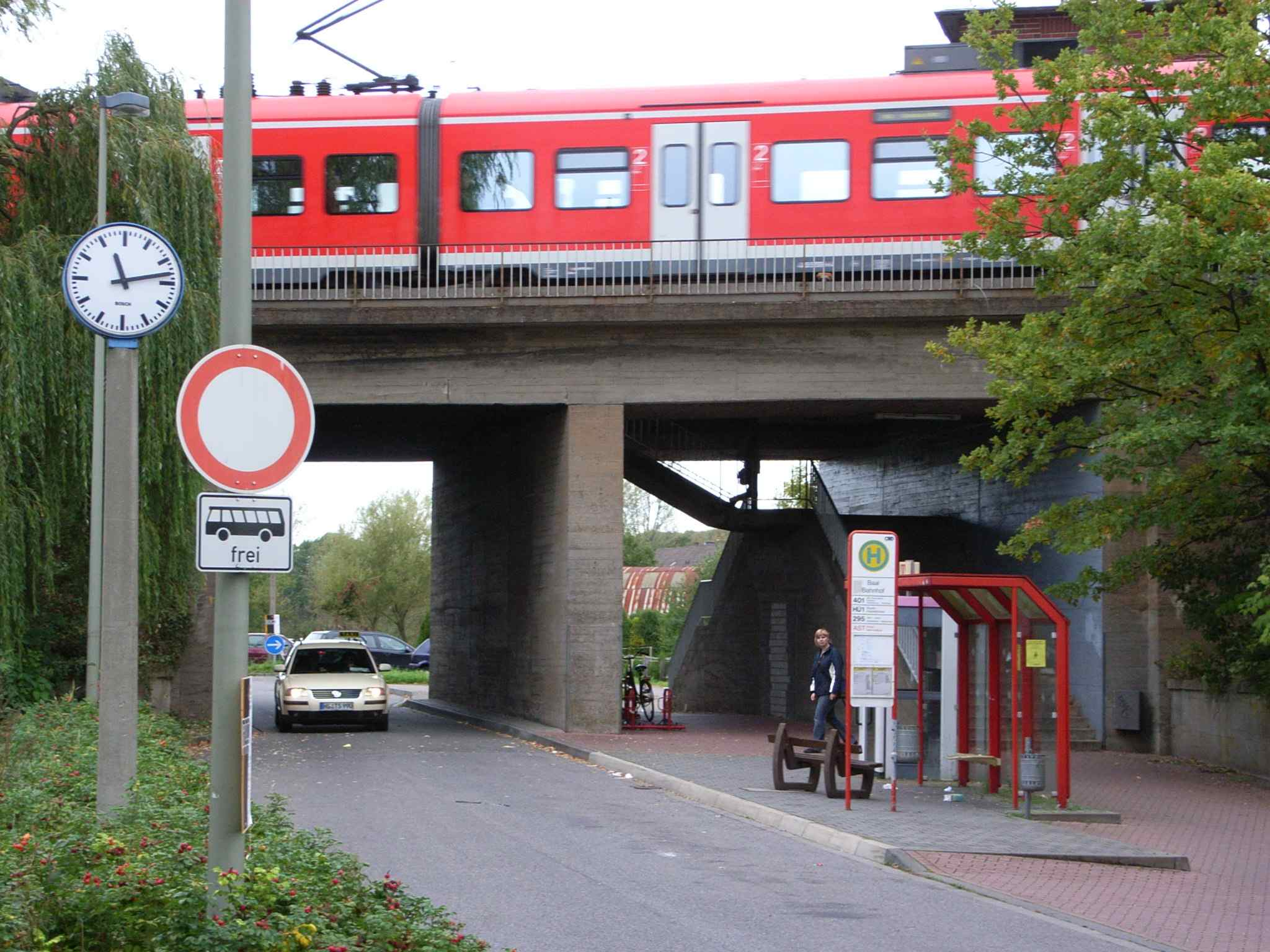
Bahnhof Hückelhoven-Baal

Der Bahnhof Baal (Bahnhof der Kategorie 5) wurde aufgrund der Nähe zu Hückelhoven im Jahre 2002 in „Hückelhoven-Baal“ umbenannt und wird von Lokalpolitikern gerne als „Hückelhovener Bahnhof“ bezeichnet, was bei Baalern auf wenig Gegenliebe stößt. Der Bahnhof wurde 2018/19 saniert. Nach mehrfachen Planungen seit 2003 verfügt der Bahnhof seit Anfang November 2021 über einen behindertengerechten Zugang per Aufzug.
Bahnverbindungen (Stand Dezember 2019):
- Regional-Express RE 4: Aachen – Mönchengladbach – Düsseldorf – Wuppertal – Hagen – Dortmund (Wupper-Express)
- Regionalbahn RB 33: Aachen – Mönchengladbach – Duisburg – Essen Hbf (Rhein-Niers-Bahn)

Hückelhoven-Baal liegt im Verbundraum des AVV und wird von den Buslinien 295, 402, 495, SB 5, SB 95 und HÜ2 bedient.
Zudem verkehrt der Multi-Bus seit dem 9. Juni 2024 kreisweit erweitert und zu einheitlichen Bedienzeiten. Mehr Informationen gibt es bei WestVerkehr.
| Linie     | Betreiber | Verlauf |
| --------- | --------- | --- |
| 277       | Rurtalbus | (Verstärkerfahrten) Schulen Linnich |
| 295       | Rurtalbus | (Linnich Schulzentrum –) Linnich-SIG Combibloc – Glimbach – Körrenzig – Rurich – Baal Süd – Baal Bf |
| 402       | west      | (Erkelenz ZOB → Erkelenz Süd) / (Erkelenz Bf ← Erkelenz Süd) – Granterath – Baal Kirche – Baal Bf – Doveren – Hückelhoven – Millich – Ratheim – Dremmen Bf – Oberbruch – Grebben – (Heinsberg Kreishaus –) Heinsberg Busbf                   |
| 495       | west      | Katzem – (Kleinbouslar ←) Lövenich – Baal Kirche – Baal Bf – Doveren – Hückelhoven – Schaufenberg – Ratheim – Krickelberg – Orsbeck Friedhof – Wassenberg                                                                                    |
| SB5       | west      | Schnellbus: Baal Bf – Doveren – Hückelhoven – Millich – Ratheim – Wassenberg – Wildenrath – Dalheim Bf |
| SB95      | Rurtalbus | Schnellbus: Linnich-SIG Combibloc – Körrenzig – Baal Süd – Baal Bf |
| HÜ2       | west      | Rurich – Baal Süd – Baal Bf – Doveren – Hückelhoven – Kleingladbach oder (Ratheim –) Millich – Schaufenberg (– Kleingladbach) |
| Disco-Bus | Rurtalbus | DiscoBus: nur in den Nächten Fr/Sa (kein AVV-Tarif) Jülich Neues Rathaus – Walramplatz – Koslar – Barmen – Abwz. Floßdorf – Rurdorf – Linnich Rathaus – Glimbach – Körrenzig – Rurich – Baal Bf – Abzw. Doverheide – Hückelhoven – Himmerich |

Die Linien 295 und SB 95 von Baal nach Linnich haben dort Anschluss an die Bahnlinie RB 21 Linnich – Jülich – Düren – Heimbach der Rurtalbahn. An Schultagen verkehrt auch die Schulbuslinie 277. In den Nächten von Freitag auf Samstag verkehrt zudem der Discobus der Rurtalbus GmbH.

### Wirtschaft
Das größte Unternehmen im Gewerbegebiet Hückelhoven-Baal ist das Teleshopping-Unternehmen QVC, das hier sein Distributionszentrum betreibt. Des Weiteren liegt im Nord-Westen des Ortes ein ausgedehntes Lager des Disaster Recovery Management der T-Com.